# Abdelhadi Sektioui
Ne doit pas être confondu avec Tarik Sektioui.
Abdelhadi Sektioui (en arabe : عبد الهادي السكتيوي ), né le 25 février 1965 à Fès, est un footballeur marocain reconverti entraîneur.
Abdelhadi est le frère aîné de Tarik Sektioui.

## Biographie
Abdelhadi Sektioui commence sa carrière de joueur avec les jeunes du Maghreb de Fès de 1979 à 1983. En 1983-1984, il fait partie de l'équipe nationale junior et olympique. Il joue ensuite avec l’équipe première du MAS avec lequel il gagne le championnat en 1985. Il est transféré au FUS de Rabat en 1987. Sektioui reste jusqu’en 1991 puis va finir sa carrière de joueur au TAS de Casablanca, en première division, avec lequel il participe la demi-finale de la Coupe du Trône 1992.
Sa carrière d’entraîneur, Abdelhadi Sektioui la commence au TAS de Casablanca avec les espoirs. Il débarque au Hassania d'Agadir en 1993, évolue en tant que joueur pendant une saison et prend en charge l’équipe espoir du club. Il prend, ensuite, la direction de la sélection régionale junior de la Ligue du Souss. En 1994, il est entraîneur-adjoint du HUSA en seconde division. En 1995-1996, Sektioui devient directeur technique de toutes les sélections du Souss. En 1997, il est nommé entraîneur du Hassania où il reste jusqu’en 2001.

## Diplômes
Diplômes obtenus par Abdelhadi Sektioui :
- 1988 : Diplôme d’étude universitaire (DEUG) en biologie
- 1988-1990 : Lauréat de l’institut supérieur de la formation des cadres polyvalents
- 1990-1992 : Diplôme de la formation supérieure en sport, spécialité football
- 1995 : Diplôme de la Fédération française de football des entraîneurs francophones
- 1999 : Diplôme de la Confédération africaine de football d’entraîneur d’élite
- 2008 : Certificat de la Royal Netherlands Football Association Academy (Pays-Bas)
- 2009-2010 : Diplôme des instructeurs de football CAF
- 2012 : Certificat Licence A CAF

## Vie privée
Abdelhadi est marié et père de cinq enfants dont Alae Sektioui est la plus grande suivie de ses quatre frères aînés. En plus de sa langue maternelle, l’arabe, il parle couramment tachelhit, français et anglais.